# Rafael Sánchez Mazas
Rafael Sánchez Mazas (Madrid, 18 de febrer de 1894 - Madrid, 18 d'octubre de 1966) fou un escriptor espanyol i membre fundador de Falange Española.
Va néixer el 1894 en una família de la bona societat, es llicencià en dret al Reial Col·legi d'Estudis Superiors de María Cristina de San Lorenzo del Escorial. El 1915 va publicar Pequeñas memorias de Tarín. Va escriure a la revista Hermes de Bilbao i als diaris ABC, El Sol i El Pueblo Vasco. El 1921 va estar al Marroc com corresponsal de El Pueblo Vasco i el 1922 a Roma treballant per ABC.
Va viure a Itàlia set anys, on fou influenciat per Benito Mussolini, i es va casar amb Liliana Ferlosio. Va tornar a Espanya el 1929, i va ser conseller de José Antonio Primo de Rivera, ideòleg i propagandista de Falange Española. Al febrer de 1933 va col·laborar en la fundació del setmanari El Fascio, que fou immediatament prohibit. El 29 d'octubre de 1933 es va fundar Falange Española, i en formà part de la seva junta directiva.
Fins a l'esclat de la guerra civil espanyola, va tenir un paper molt actiu. El febrer de 1934 va compondre Oración por los muertos de Falange, i a posteriori participaria en la composició de la lletra del Cara al sol, himne de la Falange Española. El març de 1936 fou fet presoner a Madrid. Aprofitant un permís temporal pel naixement del seu quart fill, aconseguia refugiar-se a l'ambaixada de Xile. A la tardor de 1937 va intentar la fugida però el 29 de novembre de 1937 fou detingut a Barcelona. Va estar en el vaixell Uruguay fins al 24 de gener de 1939, quan va ser conduït al santuari de Santa Maria del Collell al costat d'altres presoners per a ser executat. El 30 de gener va escapar d'un afusellament en massa, on hi va morir el cap falangista català Robert Bassas Figa, i marxà cap a França, des d'on tornaria cap a Espanya.
Entre agost de 1939 i agost de 1940 va ser ministre sense cartera en el govern de Franco, abandonant-lo per pròpia iniciativa, sense arribar mai a ser oficialment substituït o cessat, ja que en retardar-se freqüentment la seva assistència als consells de ministres, Franco va manar que retiressin la seva butaca. L'última sessió va haver d'assistir dempeus. Franco li va dir: "No calia que tornessis més" El febrer de 1940 va ser nomenat membre de la Reial Acadèmia Espanyola de la Llengua i el 1951 nomenat President del Patronat del Museu del Prado. Al costat de nombrosíssims articles periodístics, el 1951 publicava La vida nueva de Pedrito de Andía, el 1952, Lances de boda i el 1956 Las Aguas de Arbeloa y otras cuestiones. També fou Procurador en Corts des de 1943 fins a la seva mort.
Pòstumament es publicaria el 1971 Sonetos de un verano antiguo y otros poemas i el 1996 "Rosa Krüger", una novel·la escrita durant la seva estada com refugiat en l'ambaixada de Xile a Madrid, però que mai va arribar a publicar, llevat d'alguns capítols en revistes literàries. La manera que es lliurà de l'afusellament durant el seu empresonament republicà va inspirar la novel·la de Javier Cercas Soldados de Salamina (2001) i la pel·lícula del mateix títol dirigida per David Trueba.
És pare de l'escriptor Rafael Sánchez Ferlosio, del cantautor Chicho Sánchez Ferlosio i del matemàtic Miguel Sánchez Ferlosio, i avi de Máximo Pradera.

## Cinema
Fou encarnat en el cinema per Ramon Fontserè a la pel·lícula de David Trueba, Soldats de Salamina, inspirada en el llibre homònim de Javier Cercas.

## Obres

### Poesia
- XV Sonetos de Rafael Sánchez Mazas para XV esculturas de Moisés de Huerta. Lux, Bilbao 1917.
- Sonetos de un verano antiguo y otros poemas. Ed. Llibres de Sinera, Barcelona 1971.
- Poesías, edición de Andrés Trapiello. Ed. Comares, Granada 1990.

### Novel·les
- Pequeñas memorias de Tarín, Bilbao 1915.
- La vida nueva de Pedrito de Andía. 1952.
- Rosa Krüger, Ed. Trieste, Madrid 1984.

### Relats
- Algunas imágenes del Renacimiento y del Imperio
- Las aguas de Arbeloa y otras cuestiones
- Vaga memoria de cien años y otros papeles
- Apología de la Historia Civil de Bilbao
- Las tres edades de la política